# Wŏnsan

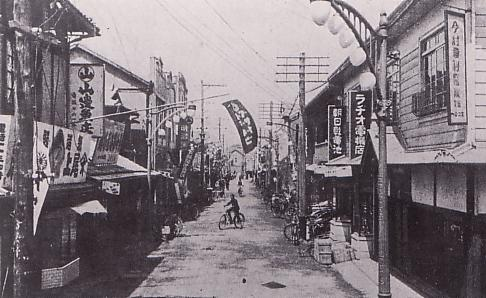
Wŏnsan na początku XX wieku

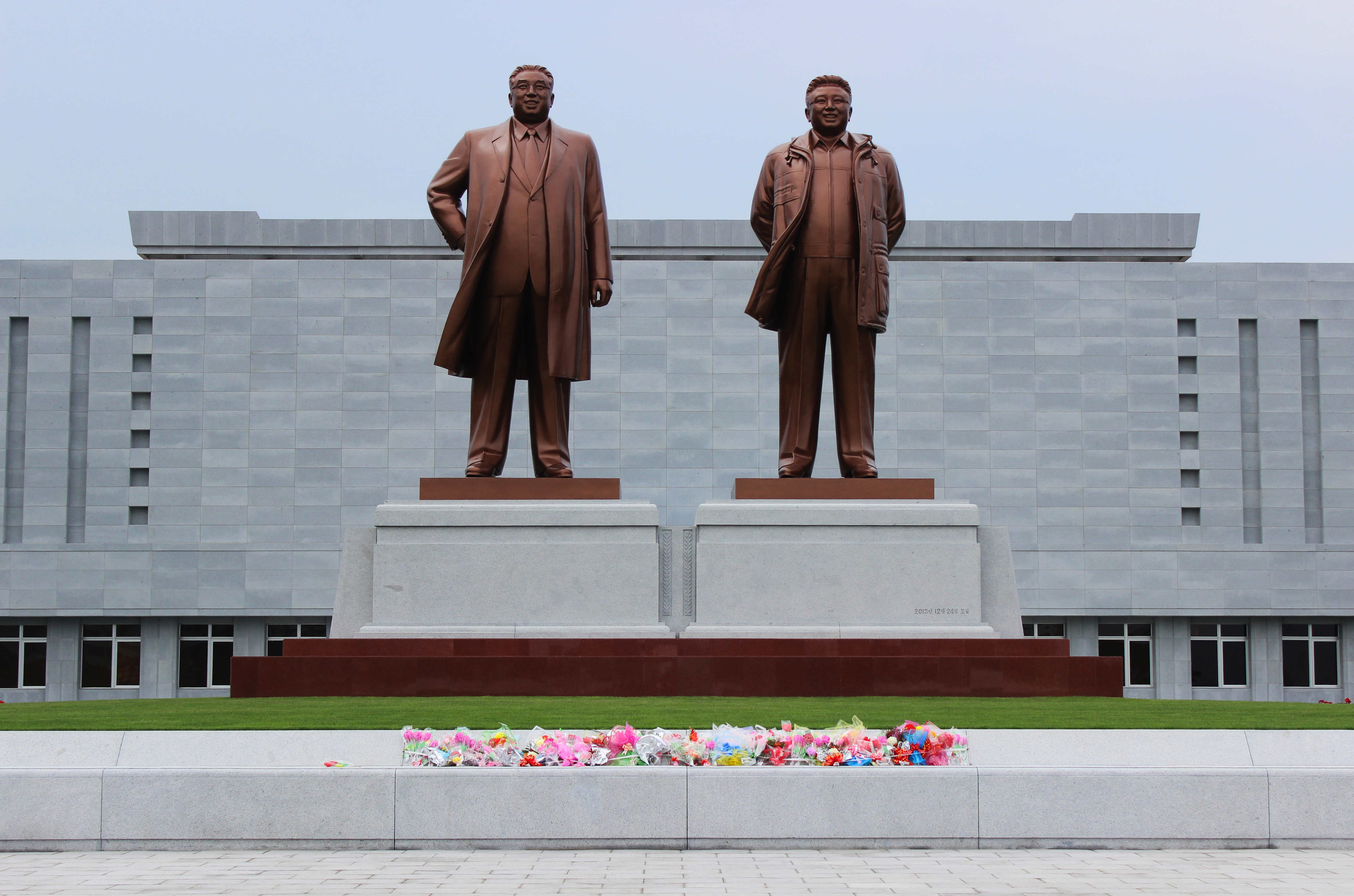
Pomniki Kim Il Sunga i Kim Dzong Ila w Wŏnsan

Wŏnsan (kor. 원산) – miasto we wschodniej części Korei Północnej, nad Morzem Japońskim, ośrodek administracyjny prowincji Kangwŏn. Około 363 tys. mieszkańców.
W mieście rozwinął się przemysł włókienniczy, chemiczny, spożywczy, materiałów budowlanych, skórzany oraz stoczniowy. Ponadto w mieście znajduje się fabryka wagonów.
W Wŏnsan odbywały się Międzynarodowe Dni Młodzieży z krajów komunistycznych. Współautorem planu zagospodarowania przestrzennego miasta był polski architekt i urbanista Stefan Słoński.
We wrześniu 2016 roku na tamtejszym lotnisku zorganizowano pierwsze w historii Korei Północnej międzynarodowe pokazy lotnicze: Wonsan International Friendship Air Festival (oglądało je około piętnastu tysięcy obywateli tego kraju i kilkuset gości zagranicznych). Władze północnokoreańskie zapowiedziały zorganizowanie w przyszłości kolejnych edycji pokazów.

## Miasta partnerskie
- Władywostok, Rosja